# Danilo Ilić
Danilo Ilić (en serbe cyrillique : Данило Илић), né le 27 juillet 1890 à Sarajevo où il est mort le 3 février 1915, est un instituteur et journaliste, impliqué dans l'assassinat de l'archiduc François-Ferdinand d'Autriche et son épouse, le 28 juin 1914.

## Biographie
Ilić a étudié à l'École d'État d'instituteurs à Sarajevo et a enseigné pendant un certain temps dans une école en Bosnie. En 1913, Ilić a emménagé à Belgrade, où il est devenu journaliste et membre de la société secrète la Main Noire. 
En 1914, Il est retourné à Sarajevo, où il a travaillé comme rédacteur en chef d'un journal serbe local. Il a alors commencé à recruter des jeunes hommes pour la Main noire et accepté, cet été-là, d'aider Gavrilo Princip, Nedeljko Čabrinović et Trifko Grabez à assassiner l'archiduc Franz Ferdinand.
Le dimanche 28 juin 1914, Franz Ferdinand et Sophie Chotek de Chotkowa sont assassinés par Gavrilo Princip. Princip et Nedeljko Čabrinović sont capturés et interrogés par la police. Ils ne parlèrent pas, mais un autre membre de la bande, arrêté lors d'un contrôle de routine, prit peur et donna les noms des autres conspirateurs. Mehmed Mehmedbašić réussit à s'échapper vers la Serbie mais Ilić, Veljko Čubrilović (en), Vaso Čubrilović (en), Cvjetko Popović (en) et Miško Jovanović (en) sont arrêtés et inculpés de trahison et de meurtre. 
Huit des hommes accusés de trahison et de l'assassinat de l'archiduc Franz Ferdinand furent condamnés. En vertu de la loi austro-hongroise, la peine capitale ne pouvait être prononcée contre une personne de moins de vingt ans au moment du crime. Nedeljko Čabrinović, Gavrilo Princip et Trifko Grabez ont donc reçu la peine maximale de vingt ans, alors que Vaso Čubrilović fut condamné à 16 ans et Cvjetko Popović à 13 ans. En revanche, Danilo Ilić, Veljko Čubrilovic et Miško Jovanović, qui avaient aidé les assassins à tuer le couple royal, furent exécutés, le 3 février 1915.